# Roger G. Walker
Roger Geoffrey Walker (*  26. März 1939 in London) ist ein kanadischer Geologe (Sedimentologie, Erdölgeologie).

## Leben
Walker studierte an der Universität Oxford mit dem Bachelor-Abschluss 1961 und wurde dort 1964 in Geologie promoviert. Als Post-Doktorand war er an der Johns Hopkins University und ab 1966 war er Assistant Professor, 1969 Associate Professor und 1973 Professor an der McMaster University. Ab 1998 gab er seine Lehre auf und war beratender Geologe in Calgary (als Präsident des Ingenieurbüros Roger Walker Consulting).
Er war Gastprofessor an der Universität Rio Grande do Sul in Brasilien (ab 1992) und mehrfach Gastprofessor an der Universität Ouro Preto in Brasilien. Außerdem war er Gastwissenschaftler an der Australian National University und bei Amoco Canada.
1997 erhielt er die Pettijohn Medal der Society for Sedimentary Geology, 1975 die W. W. Hutchison Medal, 1990 die R. J. W. Douglas Medal der Canadian Society of Petroleum Geologists,  1999 die Logan Medal und 2002 die Henry Clifton Sorby Medal. Er ist Fellow der Royal Society of Canada. 1979/80 war er Distinguished Lecturer der American Association of Petroleum Geologists.

## Schriften
- mit Noel P. James (Herausgeber): Facies Models: Response to Sea Level Change. Geological Association of Canada, 1979, 3. Auflage 1992
- mit Henry Posamentier (Herausgeber): Facies models revisited. SEPM Special Publications 84, 2006